# Монкур (Верхняя Сона)
Монку́р (фр. Montcourt) — коммуна во Франции, находится в регионе Франш-Конте. Департамент — Верхняя Сона. Входит в состав кантона Жюсе. Округ коммуны — Везуль.
Код INSEE коммуны — 70359.

## География

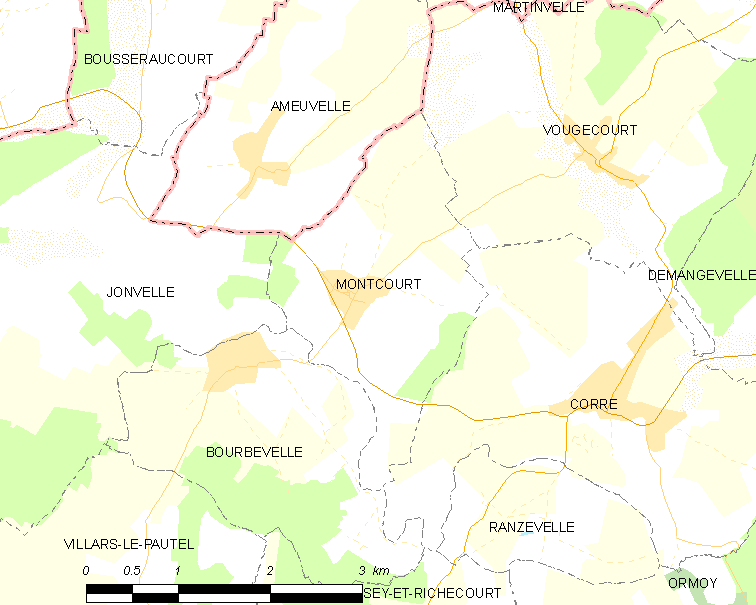
Карта коммуны

Коммуна расположена приблизительно в 290 км к востоку от Парижа, в 80 км севернее Безансона, в 38 км к северо-западу от Везуля.
Вдоль южной границы коммуны протекает река Сона.

## Население
Население коммуны на 2010 год составляло 67 человек.
| 1962 | 1968 | 1975 | 1982 | 1990 | 1999 | 2010 |
| ---- | ---- | ---- | ---- | ---- | ---- | ---- |
| 84   | 75   | 59   | 75   | 86   | 75   | 67   |

## Администрация
| Период | Период | Фамилия     | Партия | Примечания |
| ------ | ------ | ----------- | ------ | ---------- |
| 2001   | 2008   | Клод Лоран  |        |            |
| 2008   | 2014   | Лоранс Леур |        |            |

## Экономика
В 2010 году среди 38 человек трудоспособного возраста (15—64 лет) 24 были экономически активными, 14 — неактивными (показатель активности — 63,2 %, в 1999 году было 70,2 %). Из 24 активных жителей работали 23 человека (13 мужчин и 10 женщин), безработной была 1 женщина. Среди 14 неактивных 2 человека были учениками или студентами, 3 — пенсионерами, 9 были неактивными по другим причинам.

## Достопримечательности
- Замок Монкур (1754 год). Исторический памятник с 1991 года[3]